# Otiothops baculus
Espèce
Otiothops baculus est une espèce d'araignées aranéomorphes de la famille des Palpimanidae.

## Distribution
Cette espèce est endémique du Pará au Brésil,. Elle se rencontre vers le rio Gurupi.

## Description
Les mâles mesurent de 4,79 à 5,44 mm.

## Publication originale
- Platnick, 1975 : A revision of the palpimanid spiders of the new subfamily Otiothopinae (Araneae, Palpimanidae). American Museum Novitates, no 2562, p. 1-32 (texte intégral).